# Вахштедт
Вахштедт (нем. Wachstedt) — община в Германии, в земле Тюрингия. 
Входит в состав района Айхсфельд. Подчиняется управлению Вестервальд-Оберайксфельд.  Население составляет 525 человек (на 31 декабря 2010 года). Занимает площадь 17,46 км².